# 哈薩克甲組足球聯賽
哈薩克甲組足球聯賽是由哈薩克足協舉辦的職業足球聯賽，是哈薩克聯賽系統中最高等級的聯賽，於1994年舉辦首屆賽事。